# 伞房荚蒾
伞房荚蒾（学名：Viburnum corymbiflorum）为五福花科荚蒾属的植物，为中国的特有植物。分布于中国大陆的四川、湖北、云南、浙江、江西、贵州、广东、湖南、福建、广西等地，生长于海拔1,000米至1,800米的地区，常生于山坡密林中、山谷或灌丛中湿润地，目前尚未由人工引种栽培。

## 异名
- Viburnum corymbiflorum Hsu et S. C. Hsu ssp. malifolium Hsu
- Viburnum corymbiflorum Hsu et S. C. Hsu var. longipedunculatum Hsu
- Viburnum corymbiflorum Hsu et S. C. Hsu var. polynerum Hsu